# Erzin
Erzin ist eine Stadtgemeinde (Belediye) im gleichnamigen Ilçe (Landkreis) der Provinz Hatay in der türkischen Mittelmeerregion und gleichzeitig ein Stadtbezirk der 2012 gebildeten Büyükşehir Belediyesi Hatay (Großstadtgemeinde/Metropolprovinz). Erzin ist seit der Gebietsreform ab 2013 flächen- und einwohnermäßig identisch mit dem Landkreis.

## Geographische Lage
Der Kreis/Stadtbezirk ist der nördlichste der Provinz und grenzt im Westen an die Provinz Adana und im Norden an die Provinz Osmaniye. Im Südosten ist Dörtyol der Nachbar und im Südwesten bildet der Golf von İskenderun am Mittelmeer eine natürliche Grenze. Erzin belegt Platz 12 beim Bevölkerungs-Ranking und Platz 10 bezüglich der Fläche. Die Bevölkerungsdichte beträgt etwas mehr als die Hälfte des Provinzdurchschnitts (von 300 Einw. je km²).
Erzin liegt am Westhang des Nur-Dağlar-Gebirges, das früher auch Amanus-Gebirge genannt wurde. Das Klima ist warm und feucht im Winter und sehr heiß im Sommer. Die Einwohner ziehen sich dann gewöhnlich in die Pinienwälder der Berge oder an die nahen Strände des Mittelmeers zurück. Die Stadt liegt an der E 91, die Osmaniye mit Iskenderun und schließlich mit Antakya und Syrien verbindet.

## Verwaltung
Erzin wurde bereits im „Verzeichnis der Dörfer zur Volkszählung 1935“ als ein Nahiye im Kaza (Kreis) Dörtyol des Vilâyet Seyhan (= Provinz Adana) geführt: 5.362 Einwohner.
Der Hauptort und Nahiye bzw. Bucak hieß bis zur Volkszählung 1955 Erzin, wurde 1960 in Yeşilkent umbenannt. Durch das Gesetz Nr. 3392 wurde 1987 der Bucak Yeşilkent, bestehend aus der gleichnamigen Belediye und sechs Dörfern aus dem nördlichen Teil des Kreises Dörtyol ausgegliedert und als Kreis Erzin eigenständig.
(Bis) Ende 2012 bestand der Landkreis aus der Kreisstadt und zehn Dörfern (Köy), die während der Verwaltungsreform 2014 in Mahalle (Stadtviertel/Ortsteile) überführt wurden. Die zehn bestehenden Mahalle der Kreisstadt blieben erhalten, somit stieg die Anzahl der Mahalle auf 20. Ihnen steht ein Muhtar als oberster Beamter vor.
Ende 2020 lebten durchschnittlich 2.088 Menschen in jedem Mahalle, 8.275 Einw. im bevölkerungsreichsten (Bahçelievler Mah.).

## Wirtschaft, Ackerbau, Tourismus
In der Umgebung von Erzin werden Zitrusfrüchte, insbesondere Mandarinen, Apfelsinen und Pomelos, angebaut. Seit den Bewässerungsarbeiten der sechziger Jahre wird auch Gemüse angebaut.
Zu einer weiteren Einkommensquelle hat sich der Meerbadetourismus am 22 km vom Stadtzentrum entfernten Strand entwickelt. In der Nähe befinden sich die Ruinen der Stadt Epiphaneia (Kilikien).

## Bevölkerung
Die linke Tabelle zeigt die Ergebnisse der Volkszählungen für das Bucak und den Verwaltungssitz des Bucak, die E-Books der Originaldokumente entnommen wurden. Diese können nach Suchdateneingabe von der Bibliotheksseite des TÜIK heruntergeladen werden.
Die rechte Tabelle zeigt die Bevölkerungsfortschreibung des Bucaks bzw. Kreises/Stadtbezirks Erzin und dessen Verwaltungssitz. Die Daten wurden durch Abfrage über das MEDAS-System des Türkischen Statistikinstituts TÜIK nach Auswahl des Jahres und der Region ermittelt.

| Volkszählung | Volkszählung     | Volkszählung          |
| Jahr         | Bucakbevölkerung | davon Verwaltungssitz |
| ------------ | ---------------- | --------------------- |
| 1940         | 7.530            | 4.555                 |
| 1945         | 8.674            | 4.858                 |
| 1950         | 9.629            | 6.692                 |
| 1955         | 11.055           | 7.736                 |
| 1960         | 13.233           | 9.115                 |
| 1965         | 14.579           | 10.257                |
| 1970         | 15.569           | 10.765                |
| 1975         | 20.750           | 15.314                |
| 1980         | 22.453           | 16.327                |
| 1985         | 25.133           | 18.593                |
| 1990         | 29.160           | 22.477                |
| 2000         | 33.988           | 25.879                |

| Bevölkerungsfortschreibung | Bevölkerungsfortschreibung | Bevölkerungsfortschreibung |
| Jahr                       | Bucakbevölkerung           | davon Verwaltungssitz      |
| -------------------------- | -------------------------- | -------------------------- |
| 2007                       | 38.918                     | 30.035                     |
| 2008                       | 39.279                     | 30.137                     |
| 2009                       | 39.742                     | 30.356                     |
| 2010                       | 39.946                     | 30.340                     |
| 2011                       | 40.228                     | 30.571                     |
| 2012                       | 40.776                     | 31.092                     |
| Jahr                       | Kreisbevölkerung           | davon Kreisstadt           |
| 2013                       | 41.297                     | 41.297                     |
| 2014                       | 41.233                     | 41.233                     |
| 2015                       | 41.290                     | 41.290                     |
| 2016                       | 41.612                     | 41.612                     |
| 2017                       | 41.426                     | 41.426                     |
| 2018                       | 41.368                     | 41.368                     |
| 2019                       | 41.463                     | 41.463                     |
| 2020                       | 41.769                     | 41.769                     |

## Geschichte
Der offizielle Webauftritt der Stadt Erzin erklärt, dass der Name von Turkmenenstämmen stammt, die aus der Region Erzin im heutigen Russland nahe der mongolischen Grenze eingewandert sind.
1473 wurde Erzin nach der Schlacht von Otlukbeli, in der die Aq Qoyunlu, Mehmet II. unterlagen, dem Osmanischen Reich einverleibt.
1906 wurde Erzin in die Provinz Adana eingegliedert.
Am 11. Dezember 1918 besetzt ein französisches Bataillon Dörtyol. Am 19. Dezember 1918 beginnt in Antakya/Antiochia und in Dörtyol der erste Widerstand gegen die Besatzer. Am 4. Januar 1922 wird die Stadt Adana befreit, die türkische Armee marschiert am 5. Januar in der Stadt ein. Auch Mersin und Dörtyol werden befreit.
Am 27. Januar 1937 erfolgt die Anerkennung der Unabhängigkeit Hatays auf einer Sitzung des Völkerbunds in Genf. Am 14. Juni 1937 kommt es zur Ratifikation des Unabhängigkeitsvertrags von Hatay durch die Nationalversammlung.
Am 3./4. Juli 1938 schließen die Türkei und Frankreich eine Vereinbarung zur Stationierung einer jeweils gleich hohen Truppenzahl in Hatay. Die Truppen marschieren am 4. Juli ein.
1939 wird die Republik Hatay wieder der Türkei angeschlossen. Zum gleichen Zeitpunkt wird der Kreis Dörtyol in die neugebildete Provinz Hatay eingegliedert.

## Antike Stätten
Die offizielle Website der Gemeinde Erzin vertritt die Auffassung, dass die antike Stadt Issos auf dem Kreisgebiet belegen ist 4. Ein langes Aquädukt mit rund hundert erhaltenen Bogen durchquert die Ebene und endet an einem Standort 7 km westlich der Stadt. Dieser Fundort hat durch die intensive Bodenbearbeitung über Jahre hinweg schwere Beschädigungen der oberflächennahen archäologischen Zeugnisse erfahren. Es handelt sich zweifellos nicht um Issus, das sich am Meer 5 oder unter Berücksichtigung der Anschwemmungen seit der Antike in einiger Entfernung von der Küste befinden müsste, aber die hier gefundenen Zeugnisse finden sich auf mindestens 40 m Höhe.
Zur Lage von Issos vgl. die Angaben von Xenophon in der Anabasis (1,4):
Ἐντεῦϑεν ἐξελαύνει σταϑμὸν ἕνα, παρασάγγας πέντε, ἐπὶ τὸν Πύραμον ποταμόν, οὗ τὸ εὖρος στάδιον. Ἐντεῦϑεν ἐξελαύνει σταϑμοὺς δύο, παρασάγγας πεντεκαίδεκα, εἰς Ἰσσούς, τῆς Κιλικίας ἐσχάτην πόλιν, ἐπὶ τῇ ϑαλάττῃ οἰκουμένην, μεγάλην καὶ εὐδαίμονα.
Dann marschierte er eine Tagesreise von fünf Parasangen (ca. 28 km) bis zum Pyramus, der ein Stadium (177,6 m) breit ist. Von hier legte er in zwei Märschen fünfzehn Parasangen (ca. 84 km) zurück und kam nach Issos, der äußersten Stadt Ciliciens; sie liegt am Meer und ist groß und blühend.
Aktuell wird der Fundort nahe Gözeneler 6 als die Stadt Epiphania oder Epiphaneia (griechisch: Ἐπιφάνεια; lateinisch: Epiphanea oder Epiphania) identifiziert, so benannt unter der Herrschaft Antiochos IV. Epiphanes, aber bis zum zweiten Jahrhundert auch Oiniandos 7.
Nach Appian handelt es sich dabei um eine der Städte, in denen Pompeius im Jahre 67 vor Christus Piraten angesiedelt hat:
τοὺς δὲ πειρατὰς οἳ μάλιστα ἐδόκουν οὐχ ὑπὸ μοχθηρίας ἀλλ᾽ ἀπορίᾳ βίου διὰ τὸν πόλεμον ἐπὶ ταῦτα ἐλθεῖν, ἐς Μαλλὸν καὶ Ἄδανα καὶ Ἐπιφάνειαν, ἢ εἴ τι ἄλλο πόλισμα ἔρημον ἢ ὀλιγάνθρωπον ἦν τῆσδε τῆς τραχείας Κιλικίας, συνῴκιζε: ...
Diese Piraten, die zu ihrer Lebensweise zweifellos nicht aus Bosheit, sondern aufgrund des durch den Krieg verursachten Elends gekommen waren, siedelte er in Mallos, Adana, Epiphania und anderen unbewohnten oder wenig bevölkerten Städten im Gebirgsteil Kilikiens an: ...
— Appian, Mithridatika, XIV, § 96,
Das ist auch die Stadt, in der 51 vor Christus Cicero, in seiner Zeit als Prokonsul in Kilikien sein Lager einrichtet, bevor er zum Feldzug gegen die Parther ins Amanusgebirge aufbricht, wie er in einem Brief an den Senat bzw. Cato erläutert:
Interea cognovi multorum litteris atque nuntiis magnas Parthorum copias atque Arabum ad oppidum Antiocheam accessisse magnumque eorum equitatum, qui in Ciliciam transisset, ab equitum meorum turmis et a cohorte praetoria, quae erat Epiphaneae praesidii causa, occidione occisum. ... cumque eo animo venissem, ..., pacare Amanum et perpetuum hostem ex eo monte tollere, agere perrexi; cumque me discedere ab eo monte simulassem et alias partes Ciliciae petere abessemque ab Amano iter unius diei et castra apud Epiphaneam fecissem
Ich erhielt zur gleichen Zeit Briefe und mündlich überbrachte Botschaften, die mich davon unterrichteten, dass Parther und Araber sich mit einer beachtlichen Streitmacht Antiochia genähert hätten und ein großes Kavalleriekorps davon nach seinem Einfall in Kilikien von einem Großteil meiner Schwadronen im Verein mit einer die Garnison von Epiphania bildenden Prätorianerkohorte niedergemacht worden war. ... Ich war mir darüber im Klaren..., dass ich das Amanusgebirge befrieden und von einer ständig feindseligen Bevölkerung reinigen musste. Dieser Aufgabe habe ich mich gestellt. Ich täuschte eine Rückzugsbewegung aus dem Gebirge in Richtung eines anderen Teils von Kilikien vor und entfernte mich so einen Tagesmarsch weit, wo ich bei Epiphania mein Lager aufschlug.
— Cicero, Briefe an Vertraute – Buch XV, 4
In den Jahren 325 bis 692 hatte Epiphania sieben Bischöfe. Deren erster, der hl. Amphion, litt unter den Christenverfolgungen unter Diokletian (303–304) und war Teilnehmer des Ersten Konzils von Nicäa (325).

## Städtepartnerschaften
- Freiberg am Neckar, seit 1990[11]
- Quba, (Aserbaidschan) seit 2011[12]